# منكل (أمانة العاصمة)

تعديل مصدري - تعديل

منكل هي إحدى قرى مديرية ضواحي الأمانة همدان التابعة لمحافظة أمانة العاصمة صنعاء اليمنية، بلغ تعداد سكانها2300 نسمة حسب الإحصاء الذي أجري عام 2024
**يتم ادارتها عن طريق الشيخ/محمد يحي صالح شراح والشيخ محمد قلوه والشيخ ابو حاجب والشيخ علي علي النجار*
والمرجعيه الشيخ احمد محمد علي احمد
وتعتبر من اهم قرى مديرية همدان من حيث الموقع الحدودي مع المديريات الاخرى
تقسيمها السكاني يتم عبر الأسر او مايسمى بالحبال
وهي مرتبه كالتالي حسب الاهمية
#حبل بيت شداد الاساسي
ويرجع للحبل هذا حبال فرعيه وهي حبل بيت نشوان
وحبل بيت شراح
وحبل بيت الفقيه
#حبل بيت حمران
حبل بيت مجمل
حبل بيت شداد
#حبل بيت عوضه ويرجع للحبل بعض الأسر مثل
بيت السارعي
بيت الجلال
بيت البجل
ويعتبر اكبر الحبال من حيث التعداد السكاني
#حبل بيت سريع
#حبل بيت حيدر
اما عن حدودها يحدها من الشرق قرية بني قادم عزلة عيال سريح عمران
ومن الشمال قرية الرقه همدان
ومن الغرب قرية بني بشير همدان
ومن الغرب الجنوبي قرية السواد عزلة عيال سريح عمران
ومن الجنوب حجر سعيد همدان
اما عن الشرق الجنوبي قرية حاز وبيت غفر الاثريات
يعتمد سكان منكل على الزراعه في مصدر الدخل
بالاضافه الى المغتربين وبعض التجار وان قلو
تتقسم تركيبتها الجغرافيه مابين جبال شمالاً وسهول زراعيه جنوبا
ووديان داخليه شرقاً وغربا
ولها العديد من الماثر التاريخيه فيما يخص عزلة همدان بشكل عام.......